# Corpus delicti
Corpus delicti (z lat., doslovně tělo deliktu), neboli předmět doličný, je určitá věc důležitá pro trestní řízení. Slouží k prokázání toho, zda se opravdu stal skutek, v němž je spatřován daný trestný čin, jde tedy především o přímý důkazní prostředek.
Každý, kdo má u sebe předmět doličný, je povinen jej na vyzvání orgánu činného v trestním řízení vydat (tzv. ediční povinnost, ta ovšem platí i vůči soudu v civilním procesu), pokud by výzvě nevyhověl, je možno mu jej i proti jeho vůli odejmout. O vydání a odnětí věci se sepisuje protokol. K získání předmětu doličného je možné vykonat i domovní nebo osobní prohlídku.